# 우주힙쟁이
우주힙쟁이는 아는형님에서 김희철, 민경훈이 결성한 힙합 그룹이다.

## 음반
1집
1. 《한량》feat. 비비

## 같이 보기
- 아는형님